# Percy Walker Nelles
Percy Walker Nelles (Brantford, 7 gennaio 1892 – Victoria, 13 giugno 1951) è stato un ammiraglio canadese che fu, tra le altre cose, capo di stato maggiore delle Royal Canadian Navy dal 1934 al 1944. Suo è il merito dell'intervento in massa canadese nella battaglia dell'Atlantico.

## Biografia
Percy Nelles servì come Midshipman (guardiamarina) nella nave Niobe e in dieci anni raggiunse il grado di Captain come assistente del capo di stato maggiore della marina canadese.
Il 18 marzo 1930 si imbarcò nell'incrociatore classe Danae HMS Dragon che in estate lasciò le Bermuda per una crociera nell'America latina e nell'oceano Pacifico. Una volta circumnavigato Capo Horn il capitano della Dragon all'improvviso morì e Nelles assunse temporaneamente la sua carica, e venne autorizzato dall'ammiragliato a continuare il viaggio diventando così il primo ufficiale della marina canadese a comandare un vascello britannico.
Nel 1940, oramai capo di stato maggiore della marina canadese, Nelles guidò un gruppo di studenti del Royal Naval College of Canada per parlare con l'allora ministro della marina Angus Lewis Macdonald chiedendo di istituire una scuola per istruire nel dopoguerra gli ufficiali e il personale civile della marina mercantile. L'istituzione avrebbe dovuto essere simile al Britannia Royal Naval College di Dartmouth e totalmente gestita da personale canadese lavorante in navi anch'esse canadesi. Nel novembre 1940 il sito storico di Hatley Park venne comprato dalla Royal Canadian Navy per 75.000 £ allo scopo di costruirvi il centro di addestramento per ufficiali che in seguito verrà chiamato Royal Roads Military College e infine Royal Roads University.